# Brotato
Brotato is een computerspel dat is ontwikkeld door de Franse spelontwikkelaar Thomas Gervraud en uitgegeven via zijn bedrijf Blobfish. In 2022 werd het spel eerst uitgebracht op Steam als vroegtijdige toegang. Tijdens deze periode verkocht de roguelike shoot 'em up meer dan een miljoen keer.

## Gameplay
In Brotato bestuurt de speler een van meerdere aardappelpersonages vanuit een bovenaanzicht. Naarmate het spel vordert, worden er steeds meer van deze speelbare personages vrijgespeeld, elk met unieke beginstatistieken.
Het doel van het spel is om met je aardappel zoveel mogelijk vijandelijke golven te overleven en uit te schakelen. Na elke golf kan de speler diverse eigenschappen en wapens verbeteren of aanschaffen, betaald met grondstoffen die tijdens het spelen zijn verzameld.
Brotato behoort tot het genre shoot 'em up. Het schieten zelf gebeurt standaard automatisch, maar er is ook een optie om dit handmatig te richten.

## Ontwikkeling en uitgave
Brotato is het vierde spel ontwikkeld door Blobfish, een onafhankelijke studio bestaande uit één persoon. Het project startte in Lyon, Frankrijk, en werd tijdens de ontwikkelingsperiode voortgezet vanuit Zürich, Zwitserland.
Het spel verscheen op 27 september 2022 als vroegtijdige toegang op Steam voor Windows, gevolgd door de volledige release op 23 juni 2023.
Op 28 maart 2023 werden Android en iOS-versies uitgebracht, ontwikkeld en uitgegeven door Erabit Studios. Deze mobiele edities zijn verkrijgbaar in zowel een gratis variant (free-to-play) als een betaalde premiumversie. De Nintendo Switch-versie verscheen vervolgens op 3 augustus 2023.
Op 30 januari 2024 kwamen ook versies voor PlayStation 4, PlayStation 5, Xbox One en Xbox Series uit; deze laatste werden direct beschikbaar gesteld via Xbox Game Pass.
In oktober 2024 verscheen de eerste downloadbare uitbreiding (DLC) van het spel, getiteld "Abyssal Terrors", samen met een update die lokale co-op-modus toevoegde.

## Recensies
Tijdens de vroegtijdige toegangperiode vergeleek Rock Paper Shotgun het spel met "een populaire Flashgame op Newgrounds uit 2006". Zij waardeerden het retrogevoel van de gameplay, maar merkten op dat spelers soms wel erg snel konden sterven.
TouchArcade gaf aan dat Brotato op het eerste gezicht lijkt op een eenvoudige kloon van Vampire Survivors, maar dankzij roguelike-elementen en meer tactische diepgang toch een eigen identiteit weet te creëren.
Volgens Screen Rant kenmerken de spelmechanieken zich door hun verslavende, snelle en toegankelijke aard, terwijl ze tegelijk voldoende ruimte bieden voor strategie en experimentatie. Het platform nam Brotato ook op in de lijst van beste indiegames van 2022.
Digital Trends omschreef het spel als een "slimme evolutie van de Vampire Survivors-formule", met meer nadruk op het dynamisch samenstellen van personage-builds.
In 2022 en 2023 behoorde Brotato tot de meest populaire roguelite-games op Steam, waar het bovendien werd beloond met "overweldigend positieve" recensies van gebruikers. Tegen september 2022 waren er al meer dan een miljoen exemplaren verkocht. Daarnaast werd het genomineerd voor de prijs "Best Steam Deck Game" tijdens de Steam Awards 2023.
Medium prees de eenvoudige en uitdagende gameplay, die tegelijkertijd ook het doorzettingsvermogen en behendigheid van de speler beloond. Daarnaast werd de spelinhoud als positief punt genoemd.